# Frederick Leighton
Frederick Leighton (3. prosince 1830, Scarborough, Severní Yorkshire – 25. ledna 1896, Londýn) byl anglický viktoriánský malíř a sochař. Jeho dílo zahrnuje především historické malby, dále portréty mužů viktoriánské epochy, mytologické malby aktů, ale také plastiky. Maloval velmi sytými a výraznými barvami a jemnými odstíny. Byl pokračovatelem prerafaelitů a současníkem malíře Alma-Tademy.

## Život
Leighton se narodil v Scarboroughu 3. prosince 1830. Malířství se vyučil u Eduarda von Steinle a Giovanniho Costy. Ve Florencii studoval italské renesanční mistry a roku 1852 zde namaloval obraz Cimabuova Madona vezená ulicemi Florencie. Obraz byl vystaven v Královské akademii a sklidil takový úspěch, že jej zakoupila královna Viktorie za 600 guinejí. Léta 1855–1859 strávil v Paříži, kde se setkal s Ingresem, Delacroixem, Corotem a Milletem, jejichž umění hluboce obdivoval. Roku 1860 se vrátil do Anglie a roku 1864 byl zvolen za člena královské akademie. V letech 1878–1896 byl jejím prezidentem.
Do roku 1870 začal pod Leightonovým vedením Frederick Hollyer fotografovat a publikovat díla prerafaelitů, mezi kterými byli mimo jiné Edward Burne-Jones, George Frederic Watts, Simeon Solomon nebo Dante Gabriel Rossetti. Zvláště jeho fotografie kreseb byly chváleny pro svoji vysokou kvalitu, doslova „je šlo jen stěží odlišit od těch skutečných“. Jednou z nejznámějších byla studie tří hlav Burna-Jonese pro The Masque of Cupid.
Roku 1878 byl ve Windsoru pasován na rytíře, a v roce 1896 byl jmenován baronem. Z tohoto titulu se však netěšil dlouho, protože následující den zemřel na anginu pectoris. Protože neměl potomka, jeho titul v ten okamžik zanikl.

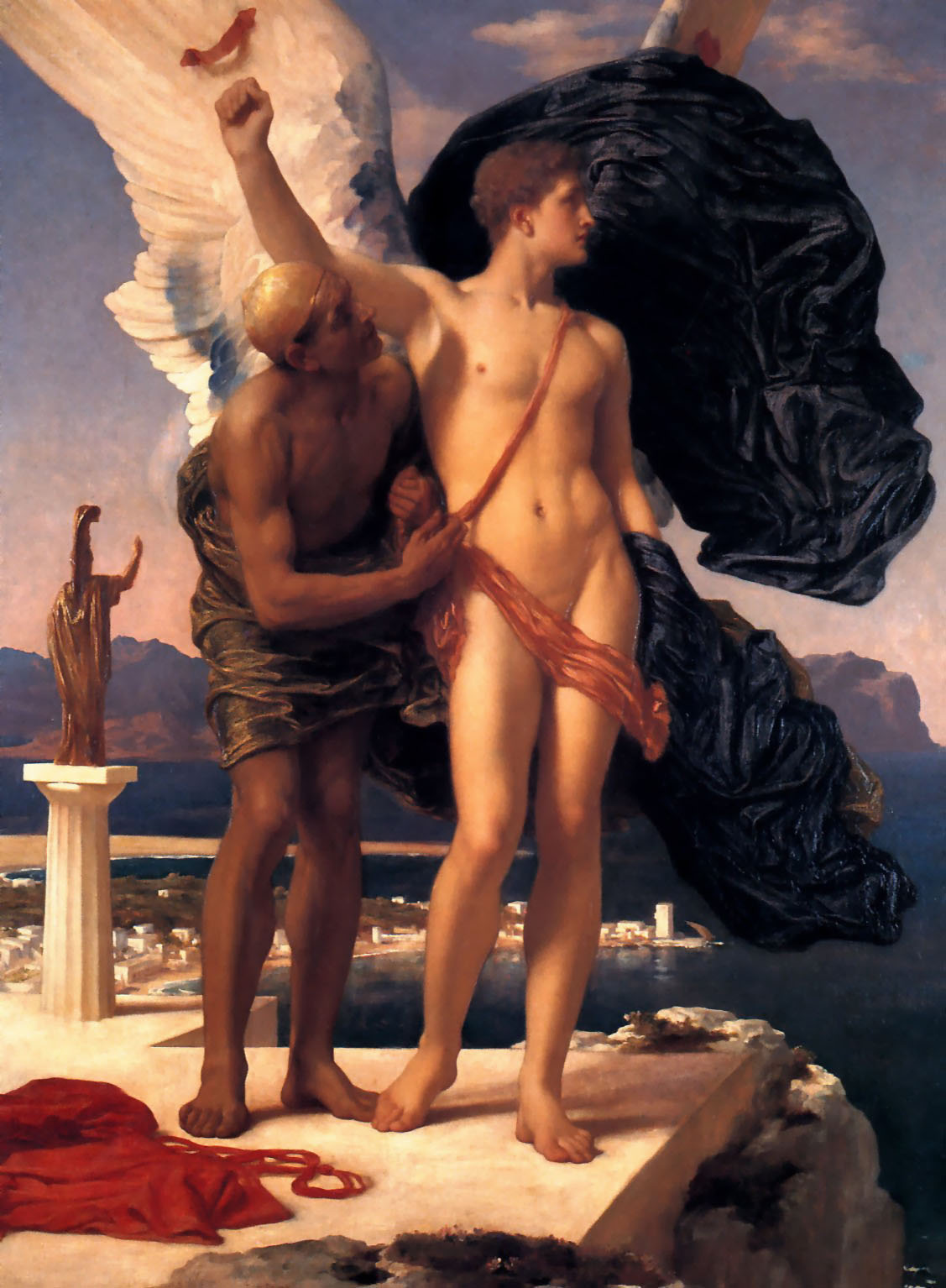
Daidalos a Ikaros (1869)

## Výběr děl
- Brunneleschiho smrt, 1852
- Nesení Cimabuovy Madony ulicemi Florencie, 1853–1855
- Rybář a siréna, asi 1856–1858
- Objevení mrtvé Julie, kol. 1860
- Mateřské líbánky,1864
- Matka a dítě, 1865
- Actea, nymfa na pobřeží, 1868
- Daidalos a Ikaros, 1869
- Herakles bojuje s Thanatem o tělo Alkestis, 1871–1872
- Řekyně sbírající oblázky u moře, 1871
- Teresina, 1872
- Hudební lekce, 1877
- Atlet zápasící s Pýthonem, 1877
- Nausikaá, 1879
- Světlo v harému, 1880
- Ženatý, 1882
- Zajetí Andromaché, 1889
- Lázeň Psýché, 1890
- Zahrada Hesperidek, 1892
- Plamenný červen, 1895
- Podobenství o moudrých a pošetilých pannách
- Phoebe
- Koupající se
- Leightonovy fresky

## Zajímavost
Leighton byl prvním malířem, který v roce 1896 obdržel šlechtický titul. Současně drží „rekord“ v nejkratší době po kterou tento titul trval. Druhý den po jeho udělení totiž zemřel na anginu pectoris, a jelikož nebyl ženatý, jeho titul zanikl.

## Galerie

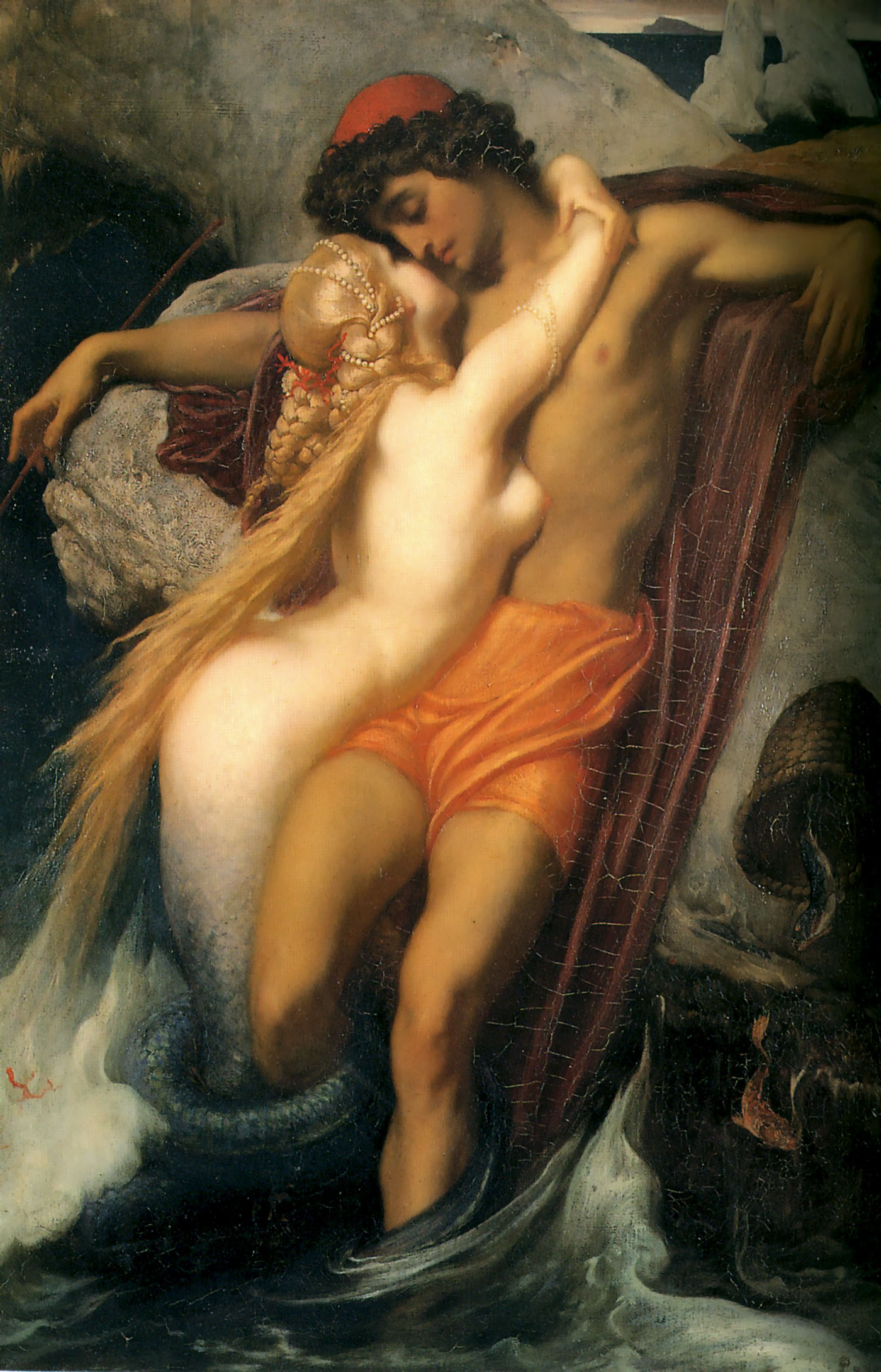
Rybář a syrény (1856–1858)
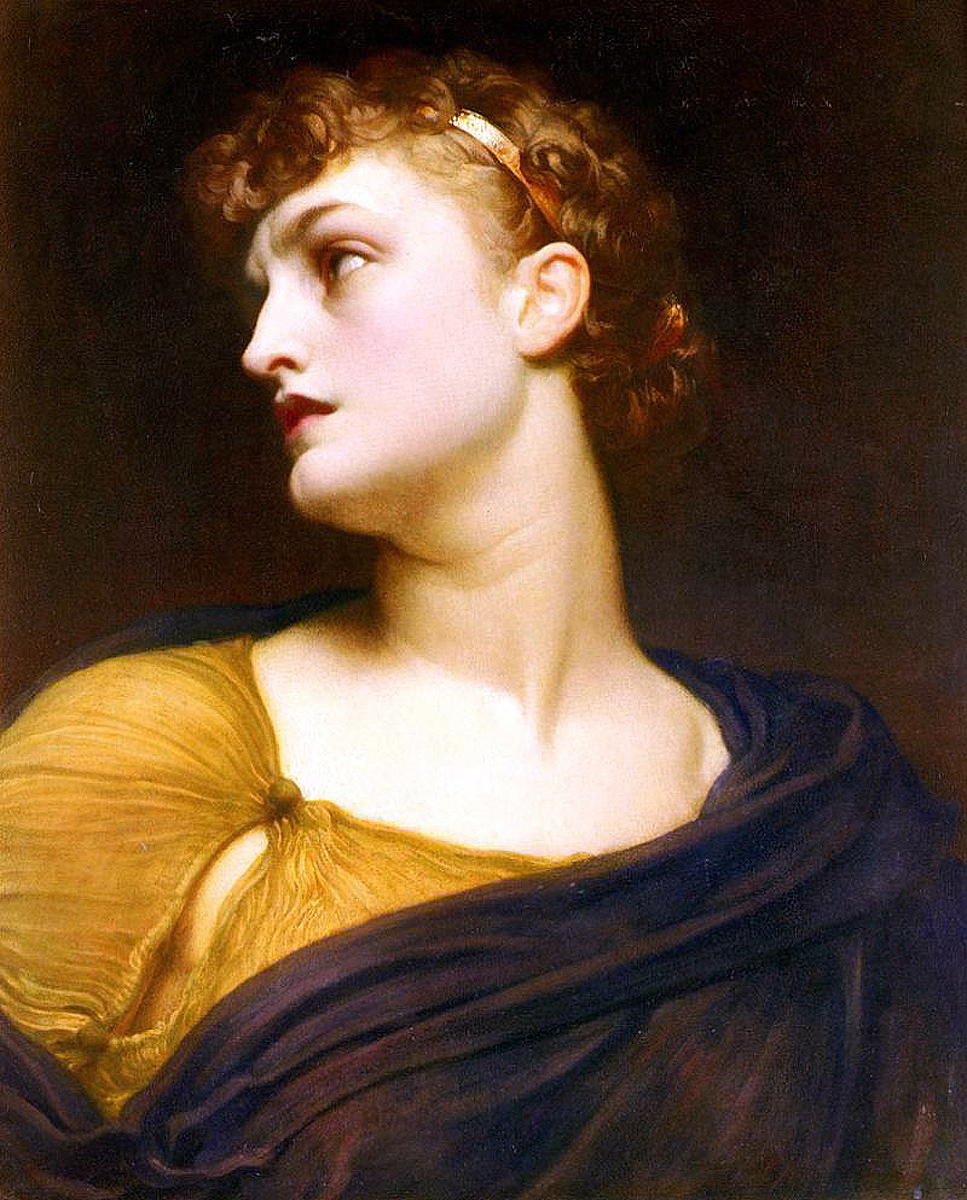
Antigone
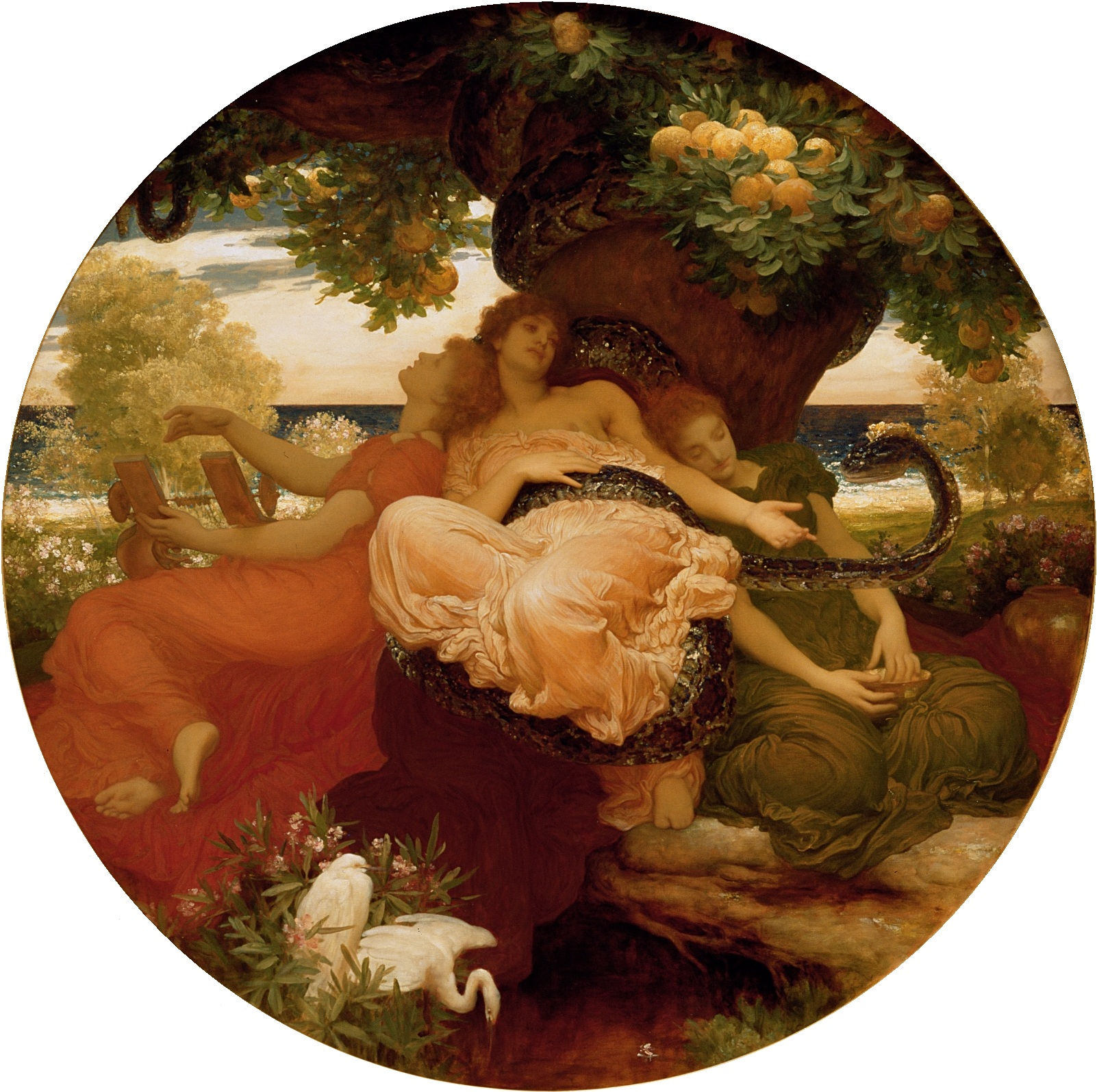
Zahrada Hesperidek (1892)
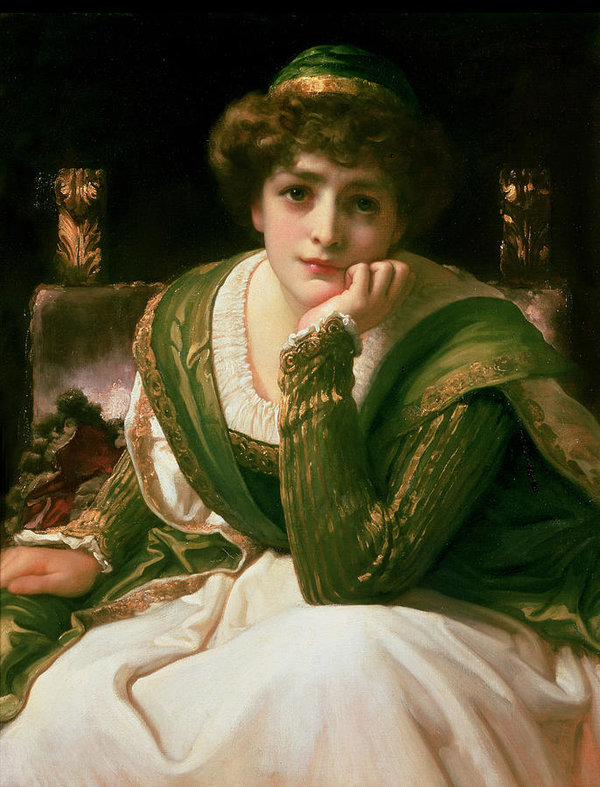
Desdémone
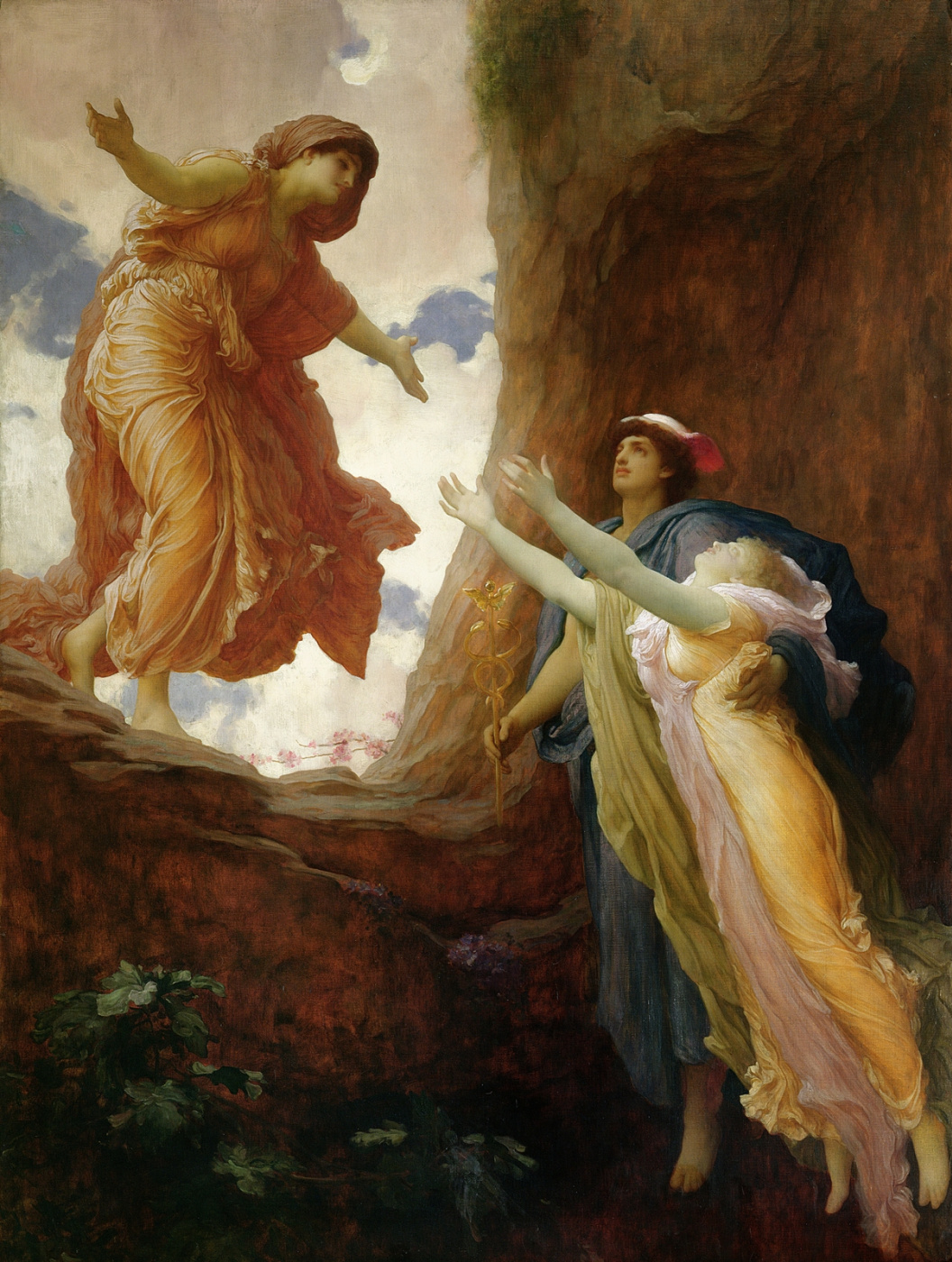
Návrat Perséphone
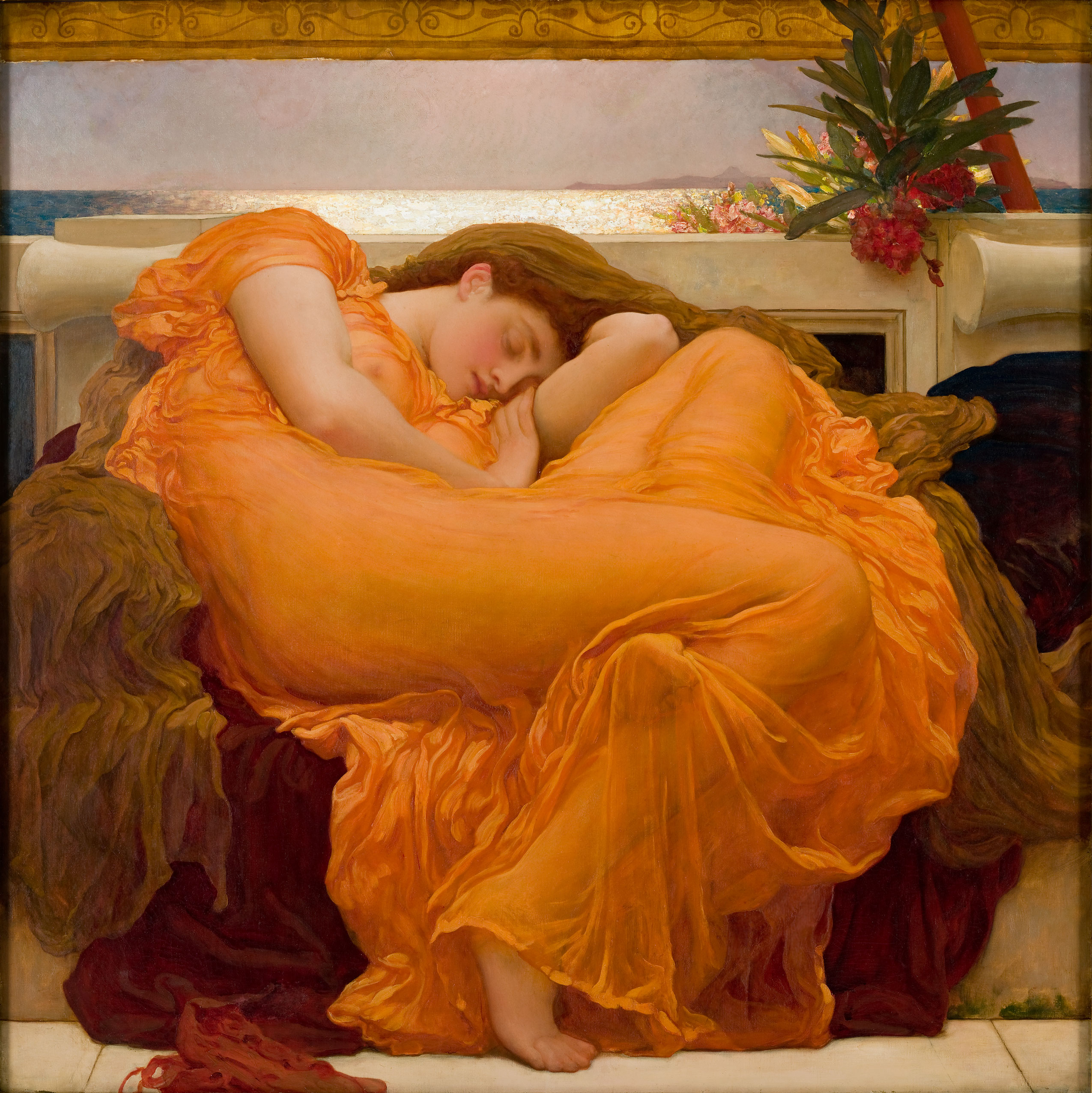
June flamboyante
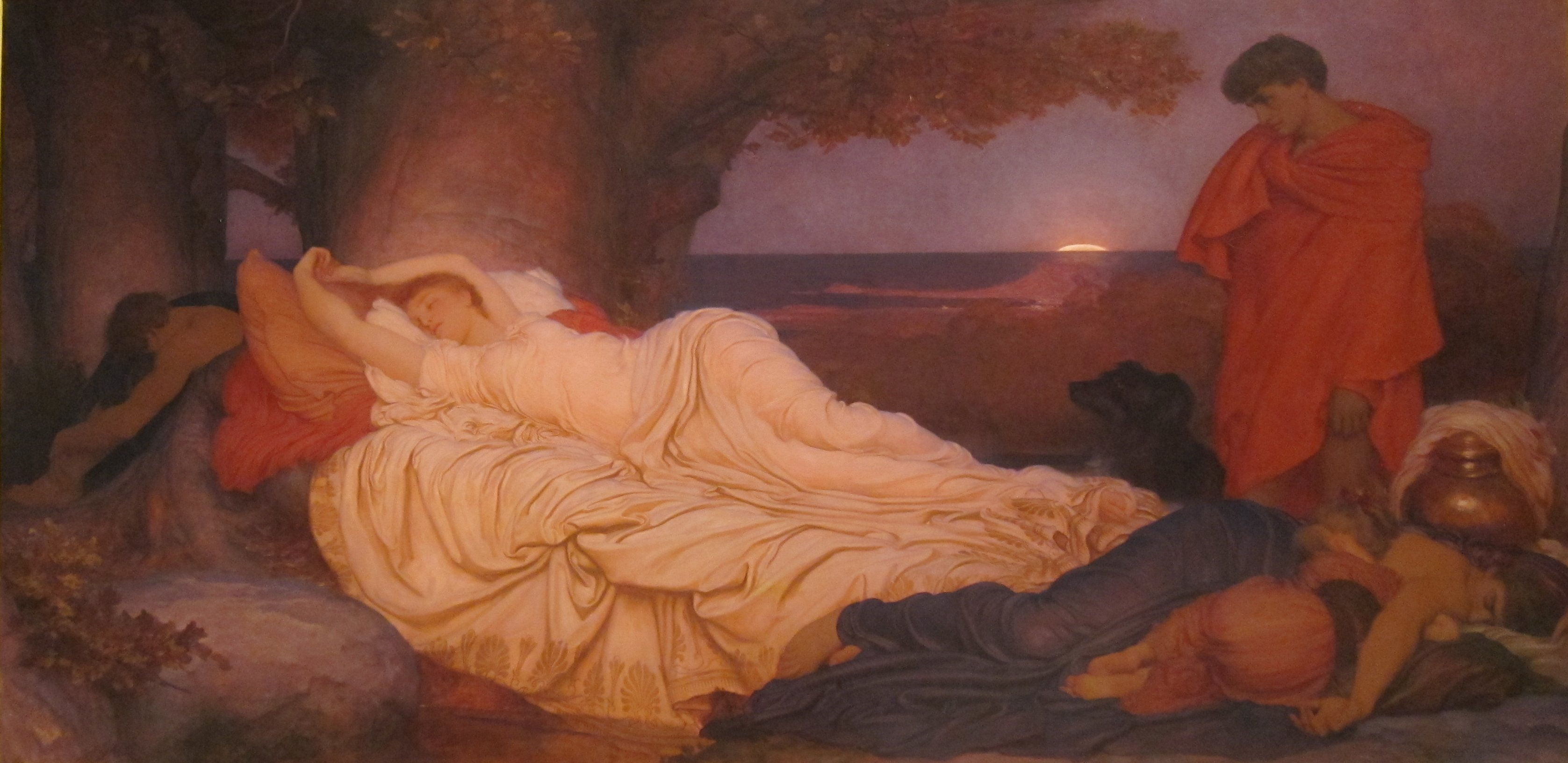
Ifigenie (1884)
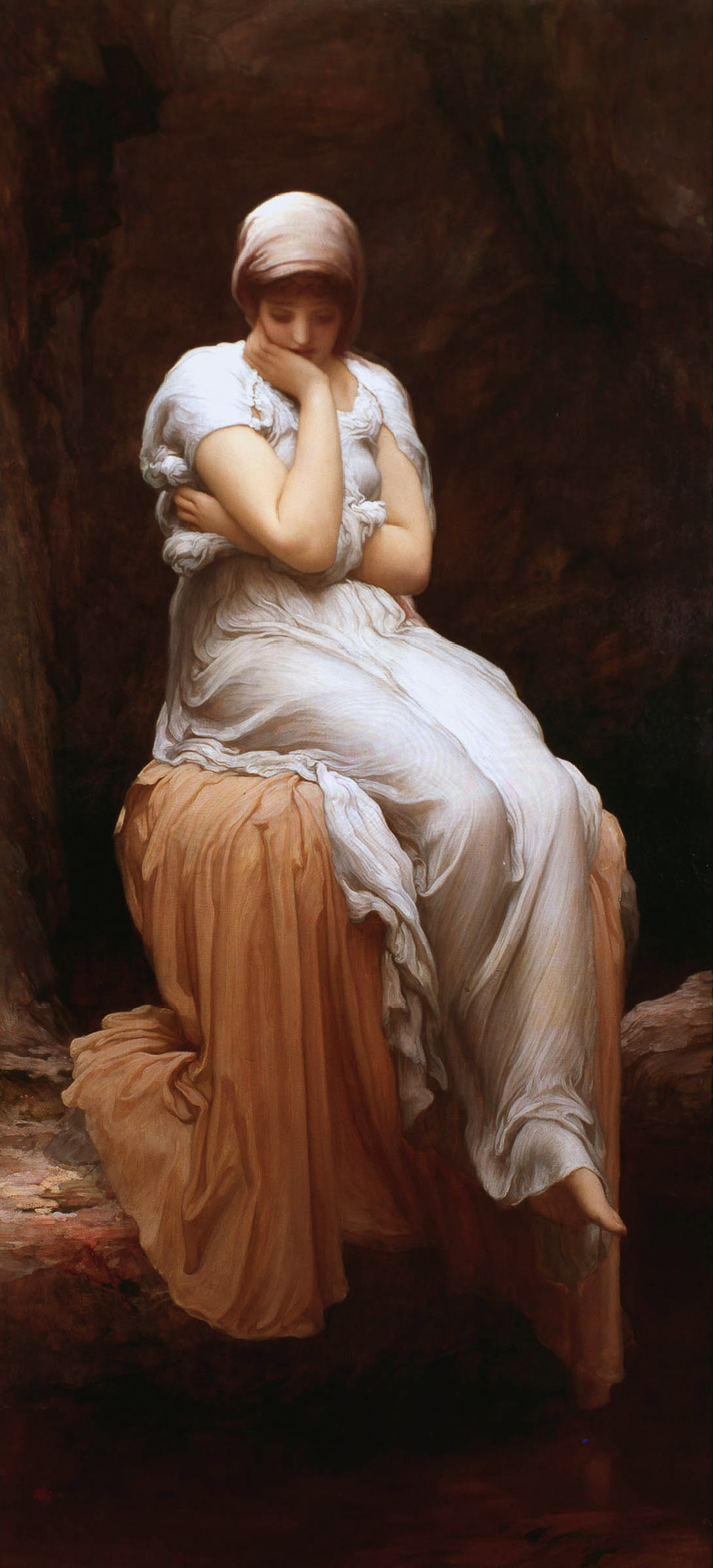
Osamělost
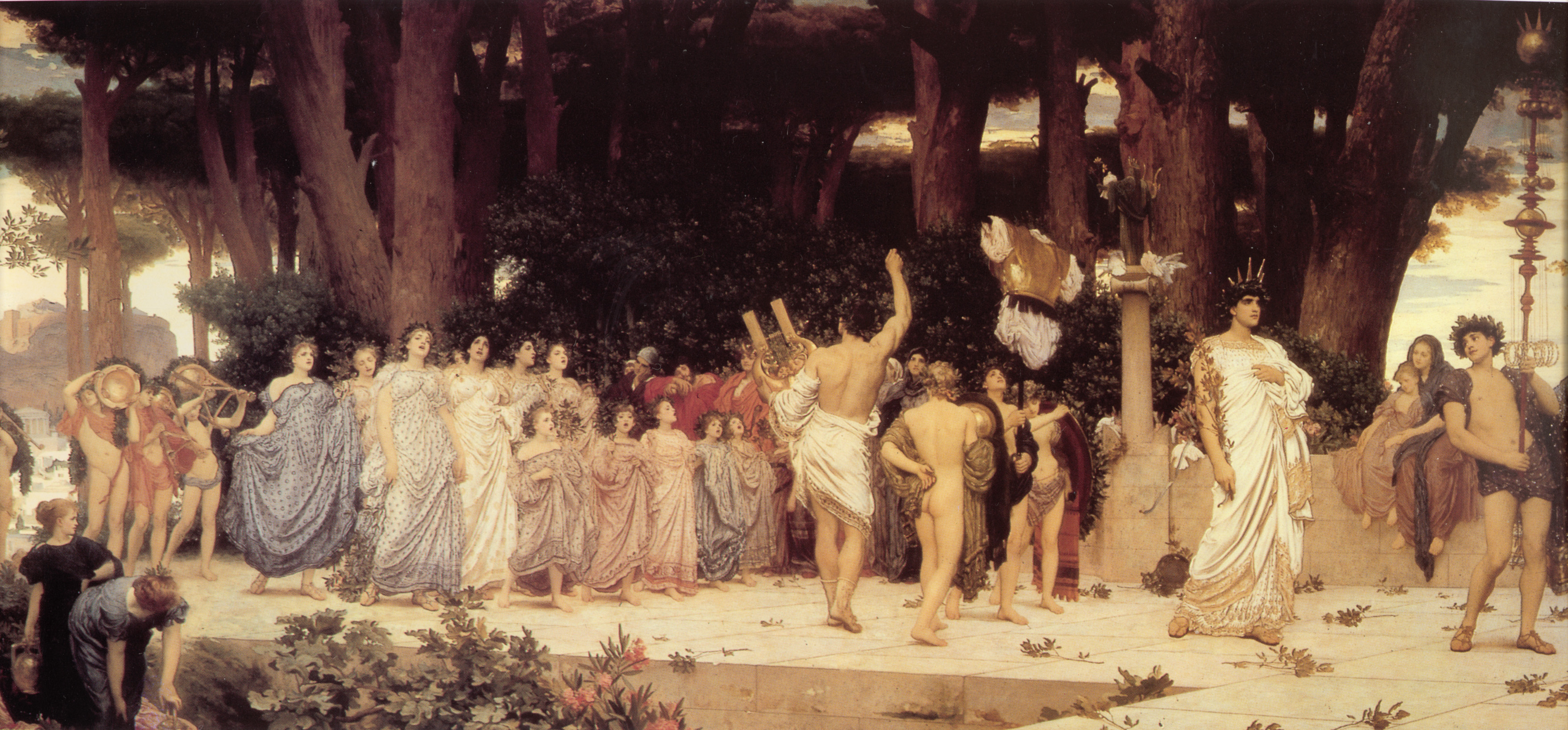
Dafneforia (1874–1876)
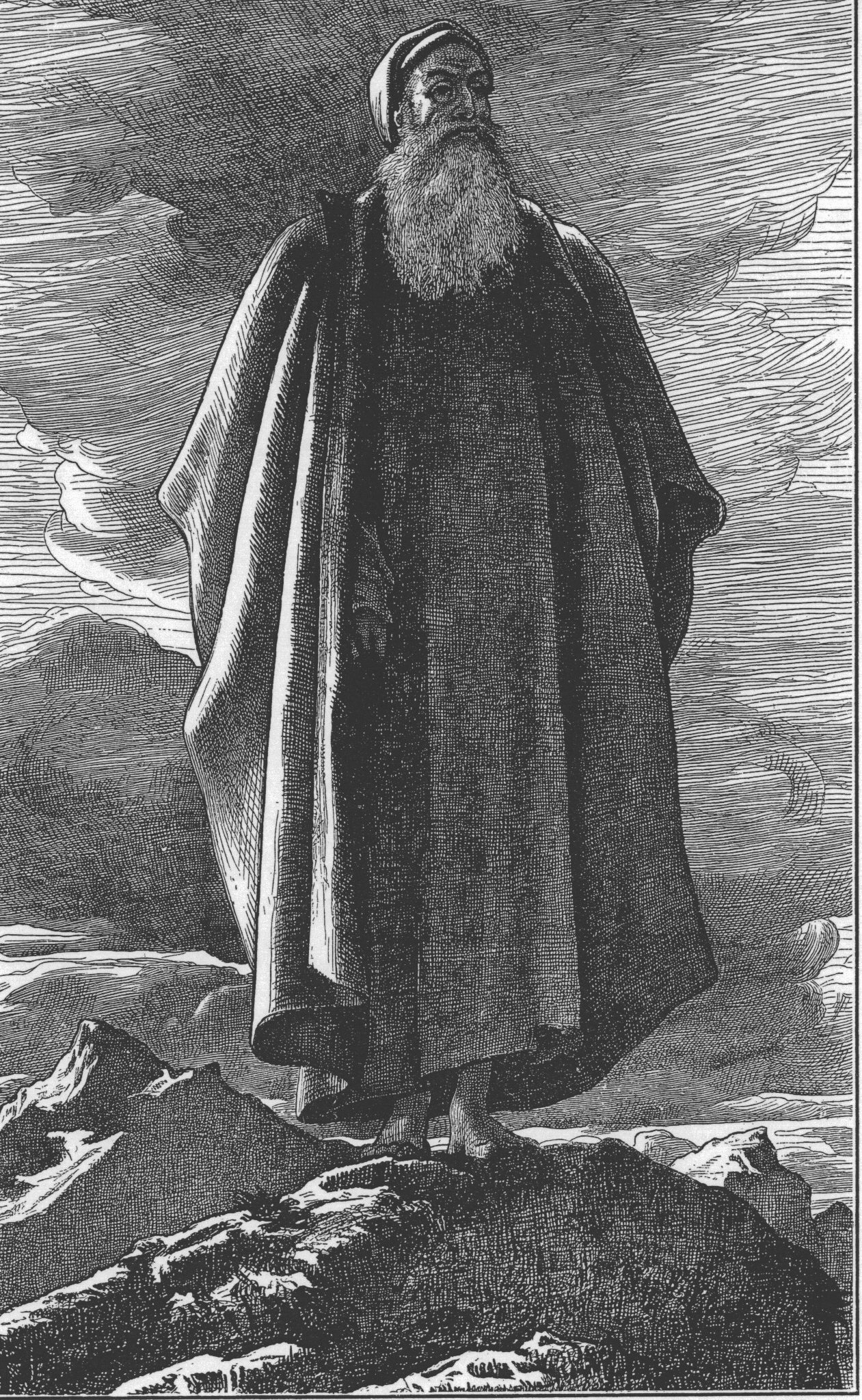
Mojžíš nalézá zemi zaslíbenou